# Placodidus compransor
Placodidus compransor är en skalbaggsart som beskrevs av Louis Albert Péringuey 1900. Placodidus compransor ingår i släktet Placodidus och familjen Cetoniidae. Inga underarter finns listade i Catalogue of Life.